# Aliança do Tocantins
Aliança do Tocantins este un oraș în Tocantins (TO), Brazilia.